# Diapontonia
Diapontonia is een geslacht van kreeftachtigen uit de klasse van de Malacostraca (hogere kreeftachtigen).

## Soort
- Diapontonia maranulus Bruce, 1986